# Euanthe sanderiana
Cet article possède un paronyme, voir Euanthé.
Genre
Espèce
Classification phylogénétique
Statut CITES

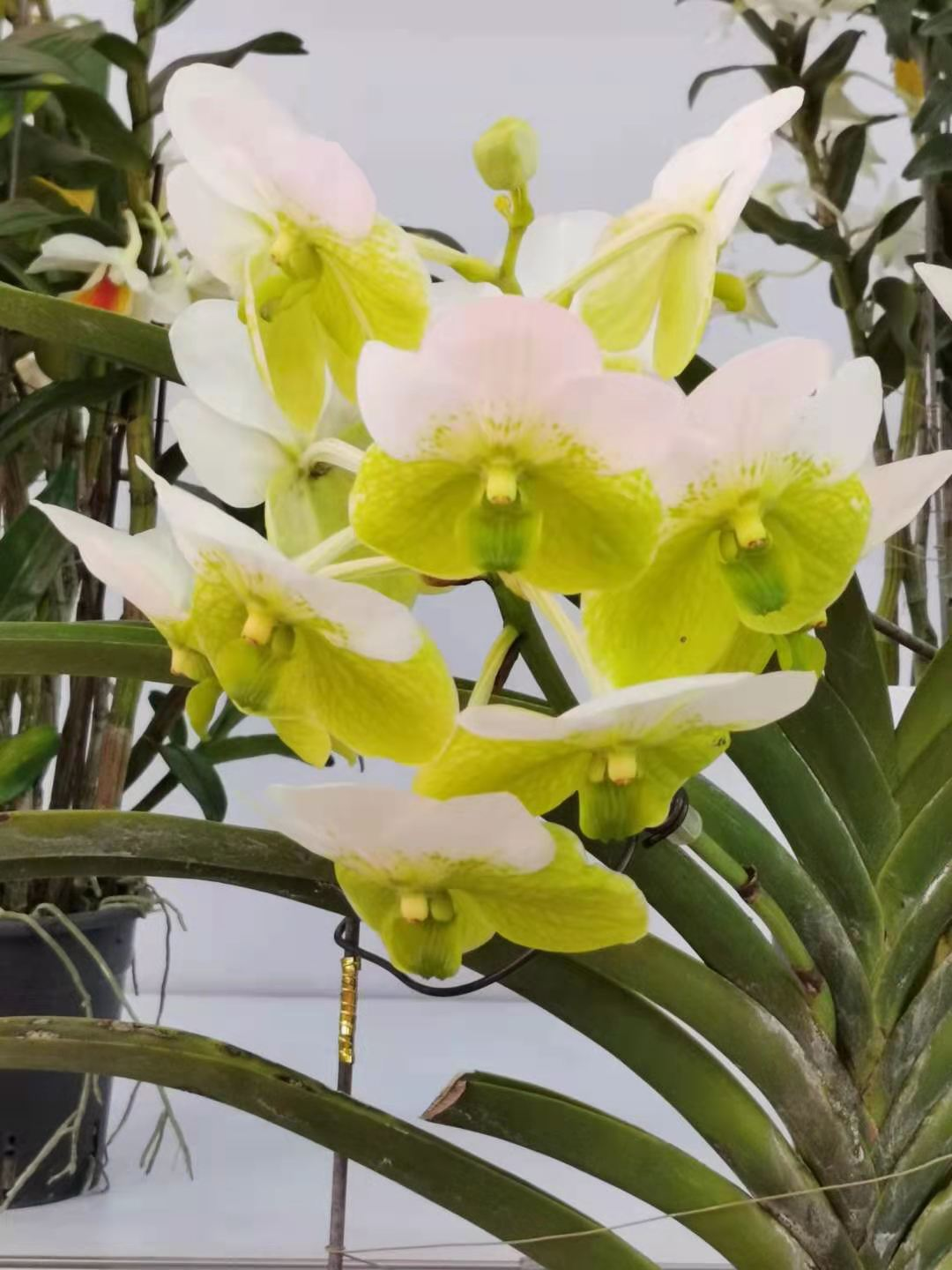
V. sanderiana var. alba. Les pétales sont en fait vert clair, pas le jaune-vert sur la photo.

Euanthe sanderiana est une espèce de plantes à fleurs de la famille des Orchidaceae (les orchidées). C'est la seule espèce actuellement décrite du genre Euanthe.
Elle est originaire des Philippines. Elle est très utilisée pour la création d'orchidées hybrides ornementales. Néanmoins cette espèce est potentiellement en danger à l'état naturel.

## Débat sur sa position taxinomique
Elle est plus connue sous le nom de Vanda sanderiana (Rchb.f.) Rchb.f.. Il s'agit d'un nom scientifique synonyme, et de son nom horticole courant. Il y a débat dans le monde scientifique pour savoir de « Euanthe sanderiana » et « Vanda sanderiana » quel est le nom scientifique valide. Il semble que ce soit Euanthe sanderiana qui soit considéré comme tel actuellement. Cela signifie qu'on reconnait à cette espèce d'être à part des espèces du genre Vanda. Si le monde scientifique venait à reconsidérer cette espèce comme faisant partie du genre Vanda, alors le genre Euanthe serait caduc.
Que l'espèce soit d'un genre ou d'un autre ne remet pas en cause sa parentalité de plusieurs hybrides. Le genre Vanda et d'autres genres proches ont, par ailleurs, une grande capacité au croisement intergénérique.

## Synonymes
- Esmeralda sanderiana Rchb.f.
- Vanda sanderiana (Rchb.f.) Rchb.f.

### Euanthe
- (en) Catalogue of Life : Euanthe
- (en) GRIN : genre Euanthe  Schltr. (+liste d'espèces contenant des synonymes)

### Euanthe sanderiana
- (en) Catalogue of Life : Euanthe sanderiana (Rchb.f.) Schltr.
- (en) GRIN : espèce Vanda sanderiana  Rchb. f.
- (en) CITES : Vanda sanderiana (Rchb.f.) Schltr. 1914  (+ répartition sur Species+) (consulté le 20 mai 2015)
- (fr) CITES : taxon  Euanthe sanderiana (sur le site du ministère français de l'Écologie)
- (fr) CITES : taxon  Euanthe sanderiana (sur le site du ministère français de l'Écologie) (consulté le 20 mai 2015)